# 오션 소프트웨어
오션 소프트웨어(Ocean Software)은 영국에 있었던 소프트웨어 개발사로, 1980년대와 1990년대 유럽 최대의 비디오 게임 개발사 및 배급사였다. 미국엔 오션 오브 아메리카(Ocean of America, Inc.)라는 이름으로 운영했다. 1996년 프랑스 업체 인프로게임스에게 매각돼 인프로게임스 UK라는 이름으로 개명됐다.

## 역사
이 회사는 1983년 스펙트럼 소프트웨어(Spectrum Software)라는 이름으로 시작했으며, ZX81, ZX 스펙트럼, VIC 20를 포함한 다양한 가정용 컴퓨터의 아케이드 클론을 판매하였다.

## 게임

### 라이선스된 게임
- 플린스톤
- 토탈 리콜
- 언터처블

### 아케이드 변환 게임
- 콘트라 (1987)
- 팡 (1990)
- 사라만다 (1988)
- 뉴질랜드 스토리 (1989)

### 그 밖의 타이틀
- 콜린의 위기일발 (1993)
- 웜즈 (1994)